# Máel Dúin mac Conaill
Máel Dúin mac Conaill (... – 688) fu re di Dalriada (odierna Scozia occidentale). Era figlio di Conall Crandomna.

## Biografia
La sua morte viene ricordata dagli Annali dell'Ulster, ma senza ricordare il suo titolo. Viene menzionato come sovrano dal Duan Albanach, secondo i quali avrebbe regnato con suo fratello Domnall Donn. È però probabile, anche se non c'è nessuna certezza data a confusione nelle fonti, che essi abbiano regnato sulle terre di Cenél nGabráin nel Kintyre e non che siano stati sovrani di Dál Riata. Tuttavia tali terre erano soggette a Egfrido di Northumbria o a Ferchar Fota di Cenél Loairn.
Il successivo sovrano di Cenél nGabráin a noi noto fu Eochaid mac Domangairt.